# Оксенберг, Кэтрин
Кэтрин Оксенберг (англ. Catherine Oxenberg; род. 22 сентября 1961[…], Нью-Йорк, Нью-Йорк) — американская актриса сербско-еврейского происхождения, наиболее известная своей ролью Аманды Кэррингтон в сериале 1980-х годов «Династия». Дочь принцессы Елизаветы Югославской, Оксенберг является потомком сербской династии Карагеоргиевичей.

## Биография

### Происхождение
Родилась в Нью-Йорке, но выросла в Лондоне. Кэтрин — старшая дочь Елизаветы Югославской (род. 1936) и её первого мужа Говарда Оксенберга (1919—2010), производителя одежды и близкого друга семьи Кеннеди. Принцесса Елизавета — дочь югославского князя Павла Карагеоргиевича (который был регентом при своём двоюродном племяннике — последнем короле Югославии Петаре II Карагеоргиевиче) и принцессы Ольги Греческой.
Бабушка Кэтрин по материнской линии — принцесса Ольга Греческая — была дочерью великой княжны Елены Владимировны и принца Николая Греческого, сына великой княжны Ольги Константиновны и греческого короля Георга, брата британской королевы Александры и императрицы Марии Фёдоровны. Принцесса Ольга Греческая была сестрой принцессы Марины, которая вышла замуж за герцога Георга Кентского (дядю королевы Великобритании Елизаветы II), а также двоюродной сестрой герцога Филиппа Эдинбургского (мужа Елизаветы II), чьи отцы Николай и Андрей были родными братьями. Оксенберг находится в нижней части списка наследования британского престола (как потомок Георга II).
У Кэтрин есть родная младшая сестра Кристина Оксенберг (род. 1962; дизайнер трикотажа) и единоутробный младший брат Николас Огаст Балфур (род. 1970).
Получила образование в школе Св. Павла и Колумбийском университете. Свободно владеет французским и испанским.

### Актерская карьера
Актёрский дебют Оксенберг состоялся в 1982 году в телевизионном сериале «The Royal Romance of Charles and Diana», в котором она играла Диану, принцессу Уэльскую. В 1984 году Кэтрин присоединилась к актёрскому составу телесериала «Династия», который был на пике популярности. Она там сыграла роль Аманды Кэррингтон, второй дочери Блейка Кэррингтона (Джон Форсайт) и Алексис Колби (Джоан Коллинз). 10 мая 1986 года была приглашенной ведущей на Saturday Night Live. Покинула «Династию» в 1986 и её роль была заменена.
Оксенберг играла Принцессу Элис в телефильме «Римские каникулы» в 1987 году, также появилась в «Логове белого червя» в 1988 и исполнила роль Принцессы Дианы в «Charles and Diana: Unhappily Ever After» в 1992 году. В 1993—1994 годах снималась в сериале «Жара в Акапулько».

### Личная жизнь
У Кэтрин есть дочь, Индия Ривен Оксенберг (род.07.06.1991), чей отец неизвестен.
12—21 июля 1998 года Кэтрин была замужем за продюсером Робертом Эвансом, после чего их брак был аннулирован.
С 8 мая 1999 года Кэтрин замужем за актёром Каспером Ван Дьеном, который подал на развод с ней в сентябре 2015 года. У супругов есть две дочери — Аманда Майя Ван Дьен (род.20.09.2001) и Селест Альма Ван Дьен (род.03.10.2003). В 2005 пара появилась в собственном реалити-шоу «Я женился на принцессе» (I Married a Princess), которое транслировалось в США, Великобритании и Австралии.

## Фильмография
| Год       |    | Русское название                                | Оригинальное название                   | Роль                          |
| --------- | -- | ----------------------------------------------- | --------------------------------------- | ----------------------------- |
| 1982      | тф | The Royal Romance of Charles and Diana (англ.)  | The Royal Romance of Charles and Diana  | Леди Диана Спенсер            |
| 1984—1985 | с  | Cover Up                                        | Cover Up                                | Мишель Ллойд                  |
| 1984—1986 | с  | Лодка любви                                     | The Love Boat                           | Кэрри Бартон                  |
| 1984—1986 | с  | Династия                                        | Dynasty                                 | Аманда Бэдфорд Кэррингтон     |
| 1987      | тф | Still Crazy Like a Fox                          | Still Crazy Like a Fox                  | Нэнси                         |
| 1987      | тф | Римские каникулы                                | Roman Holiday                           | принцесса Элиса               |
| 1988      | ф  | Логово белого червя                             | Lair of the White Worm                  | Ив Трент                      |
| 1989      | тф | Купальный костюм                                | Swimsuit                                | Джейд Грин                    |
| 1989      | тф | Trenchcoat in Paradise                          | Trenchcoat in Paradise                  | Лиза Данкан                   |
| 1990      | тф | Ring of Scorpio (англ.)                         | Ring of Scorpio                         | Фиона Мэтьюз МакДональд       |
| 1990      | ф  | Жертва успеха                                   | Overexposed                             | Кристин                       |
| 1990      | тф | Bony (англ.)                                    | Bony                                    | Энжела Хэммингс               |
| 1991      | тф | K-9000                                          | K-9000                                  | Айя Тернер                    |
| 1992      | тф | Сексуальный ответ                               | Sexual Response                         | Кейт                          |
| 1992      | тф | Charles and Diana: Unhappily Ever After (англ.) | Charles and Diana: Unhappily Ever After | Принцесса Диана               |
| 1993      | тф | Массаж                                          | Rubdown                                 | Джорди                        |
| 1993—1994 | с  | Жара в Акапулько                                | Acapulco H.E.A.T.                       | Эшли Хантер-Коддингтон        |
| 1994      | тф | Treacherous Beauties (англ.)                    | Treacherous Beauties                    | Симона Холлистер              |
| 1995      | с  | Няня                                            | The Nanny                               | Сидни Мерсер                  |
| 1997      | тф | Реальные пацаны                                 | Boys Will Be Boys                       | Пэтси Паркер                  |
| 1998      | тф | Смертельная игра                                | Catch Me If You Can                     | сержант Тина Уотсон           |
| 1999      | тф | Приключения короля Артура                       | Arthur's Quest                          | Моргана                       |
| 1999      | тф | Time Served (англ.)                             | Time Served                             | Сара МакКинни                 |
| 1999      | тф | Коллекционеры                                   | The Collectors                          | Дет Бейли                     |
| 1999      | ф  | Код Омега                                       | The Omega Code                          | Касандра Бараш                |
| 1999      | тф | Похитители прошлого                             | The Time Shifters                       | представитель компании        |
| 2000      | тф | Perilous (англ.)                                | Perilous                                | Саша                          |
| 2000      | тф | Ханжа                                           | Sanctimony                              | Сьюзан Ренарт                 |
| 2000      | тф | Погоня за смертью                               | A Friday Night Date                     | работница Службы охраны лесов |
| 2000      | с  | Спасатели Малибу                                | Baywatch                                | Эрика                         |
| 2001      | тф | Летучий Голландец                               | The Flying Dutchman                     | Лэйси Эндерсон                |
| 2001      | тф | Открытки для чуда                               | The Miracle of the Cards                | Мэрион Шерголд                |
| 2002      | тф | Файл «Вектор»                                   | The Vector File                         | Маргарет                      |
| 2004      | тф | Интуиция                                        | Premonition                             | Кейт Бернс                    |
| 2005      | ки | Starship Troopers                               | Starship Troopers                       | женщина-пилот                 |
| 2005      | с  | Вне практики                                    | Out of Practice                         | Клаудия Пенчант               |
| 2006—2007 | с  | Watch Over Me                                   | Watch Over Me                           | Леандра Тэймс                 |
| 2008      | ф  | Звёздный десант 3: Мародёр                      | Starship Troopers 3: Marauder           | техник #2                     |
| 2010      | тф | The Dog Who Saved Christmas Vacation            | The Dog Who Saved Christmas Vacation    | Дотти Макговен                |

## Награды и номинации
| Год  | Премия                   | Категория                                  | Фильм или сериал | Результат |
| ---- | ------------------------ | ------------------------------------------ | ---------------- | --------- |
| 1985 | Soap Opera Digest Awards | Лучшая актриса второго плана в телесериале | «Династия»       | Победа    |
| 1986 | Бэмби                    |                                            |                  | Победа    |